# West-Iberische talen

Een versimpelde kaart van de talen op het Iberisch Schiereiland

De West-Iberische talen zijn een familie van Romaanse talen die hun oorsprong hebben in het westelijk en centraal gedeelte van het Iberisch Schiereiland. De talengroep omvat twee van de meest gesproken talen ter wereld: Spaans met 400 tot 500 miljoen sprekers en Portugees met ca. 230 miljoen sprekers.
Naast Spaans (Castiliaans) bestaan de West-Iberische talen uit:
- de Asturische talen: Asturisch, Cantabrisch, Extremaduriaans, Leonees en Mirandees
- de Galicisch-Portugese talen: Portugees, Galicisch en Fala. Deze talen stammen af van een gezamenlijke voorouder, het Galicisch-Portugees
- Ladino, een taal met invloeden van Italiaans, Frans en Hebreeuws die gebruikt werd door Sefardische Joden

De Asturische talen en de kleinere Galicisch-Portugese talen (Galicisch en Fala) worden door sommige taalkundigen niet als aparte talen maar als dialecten gezien.
De West-Iberische talen stammen, net als de andere Romaanse talen, af van het vulgair Latijn, de taal die in het hele Romeinse Rijk gesproken werd. Tot enkele eeuwen terug waren de West-Iberische talen geen aparte talen maar een verzameling dialecten die geleidelijk in elkaar overgingen. Langzamerhand zijn Spaans en Portugees de dominante talen geworden, waardoor de andere talen naar de marge zijn verdrongen.

## Indeling
De West-Iberische talen maken deel uit van de Iberisch-Romaanse talen, die weer onderdeel zijn van de groep van Gallo-Iberische talen. Sommigen beschouwen de West-Iberische talen en de Iberisch-Romaanse talen als identiek, anderen rekenen hier ook de groep van de Oost-Iberische talen onder, die feitelijk uit slechts één taal bestaat, het Catalaans. Vaker echter wordt het Catalaans met het Occitaans als Occitaans-Romaanse talen samengevoegd, wat een onderverdeling is van de Gallo-Romaanse talen, een andere subgroep van de Gallo-Iberische talen.
De West-Iberische talen worden meestal als volgt ingedeeld:
- Indo-Europese talen
  - Italische talen
    - Romaanse talen
      - Italo-Westelijke talen
        - West-Romaanse talen
          - Gallo-Iberische talen
            - Iberisch-Romaanse talen
              - West-Iberische talen
                - Asturische talen
                  - Asturisch
                  - Cantabrisch
                  - Extremaduriaans
                  - Leonees
                  - Mirandees

                - Castiliaanse talen
                  - Spaans
                  - Ladino

                - Galicisch-Portugese talen
                  - Portugees
                    - Barranquenho

                  - Galicisch
                    - Eonaviego (Galicisch-Asturisch)

                  - Fala (Galicisch-Extremaduriaans)